# Maxillaria insignis
Maxillaria insignis är en orkidéart som beskrevs av Robert Allen Rolfe. Maxillaria insignis ingår i släktet Maxillaria och familjen orkidéer.
Artens utbredningsområde är Peru. Inga underarter finns listade i Catalogue of Life.